# タルタオ島

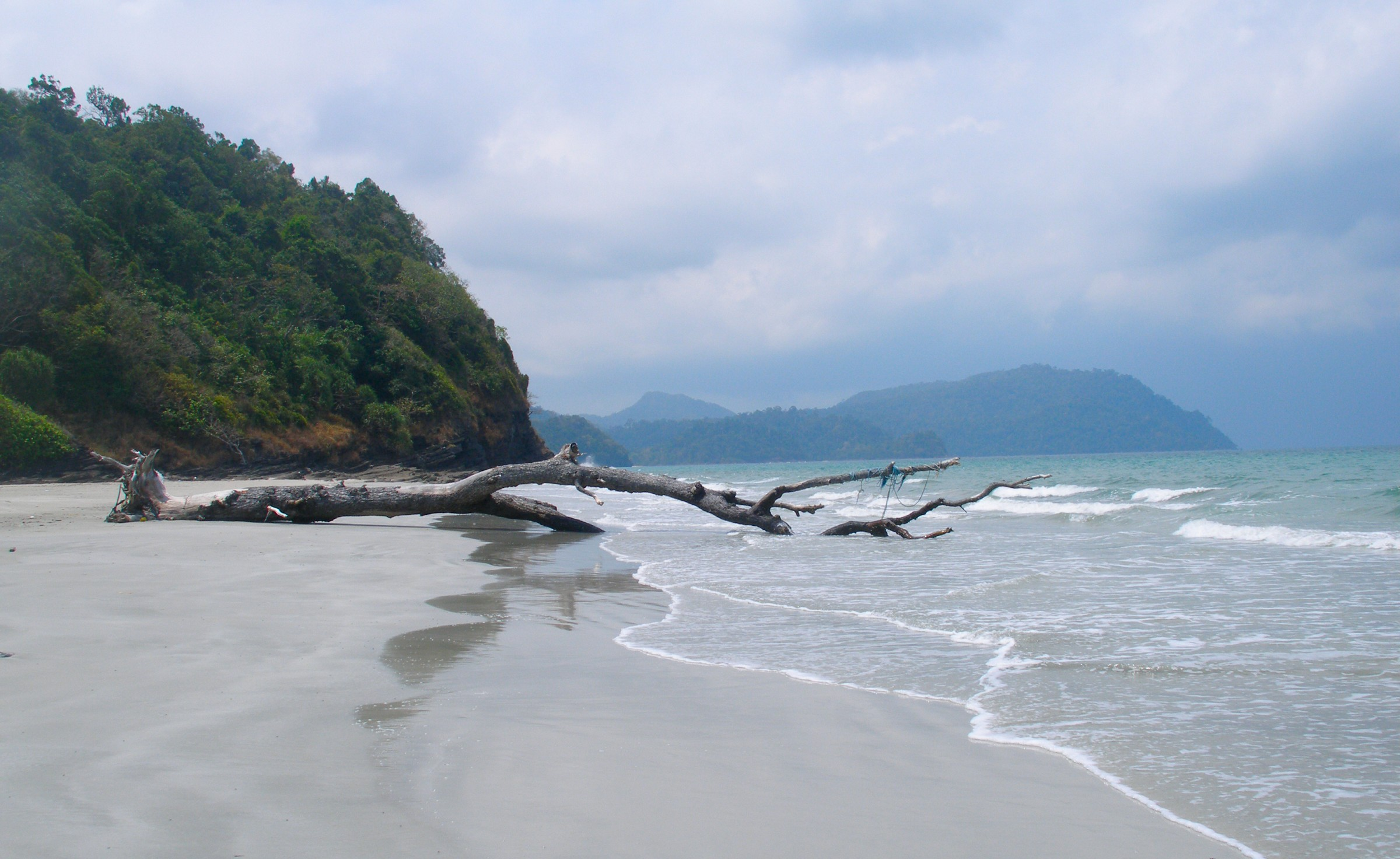
タルタオ島 西海岸

タルタオ島（タイ語: เกาะตะรุเตา）は、タイ王国サトゥーン県のマレーシア国境に程近いタルタオ海洋国立公園最大の島である。南北に 26km、東西に 11kmの広さを持ち、タイ国内やアンダマン海周辺で最も手付かずの自然が残る。島の名は、マレー語で「古い」「原始的」を意味する。

## 地理
島を南北に貫くコンクリート舗装路があるが、地形は、起伏が多く 500mを超えるいくつかの山々が広がる。最も高い地点は 713mあり、島の大部分は密生した原生林のジャングルで覆われ、マングローブと石灰岩の崖が海岸の大部分を囲んでいる。西海岸は、古くからのカメの産卵場所である長く広い白浜を持つ。ラングールやカニクイザルと野生のブタが島に多く生息している。
島の西部にある Ao Sonビーチは、4km以上の長さで、幅は 200mを超える。
タルタオ島の東側は、沖合いに10以上の小さな島と石灰岩のカルストの小島に囲まれている。
タイ王国領のタルタオ島とマレーシア領のランカウイ島の間には、チンチン海峡が通っている。

## 歴史

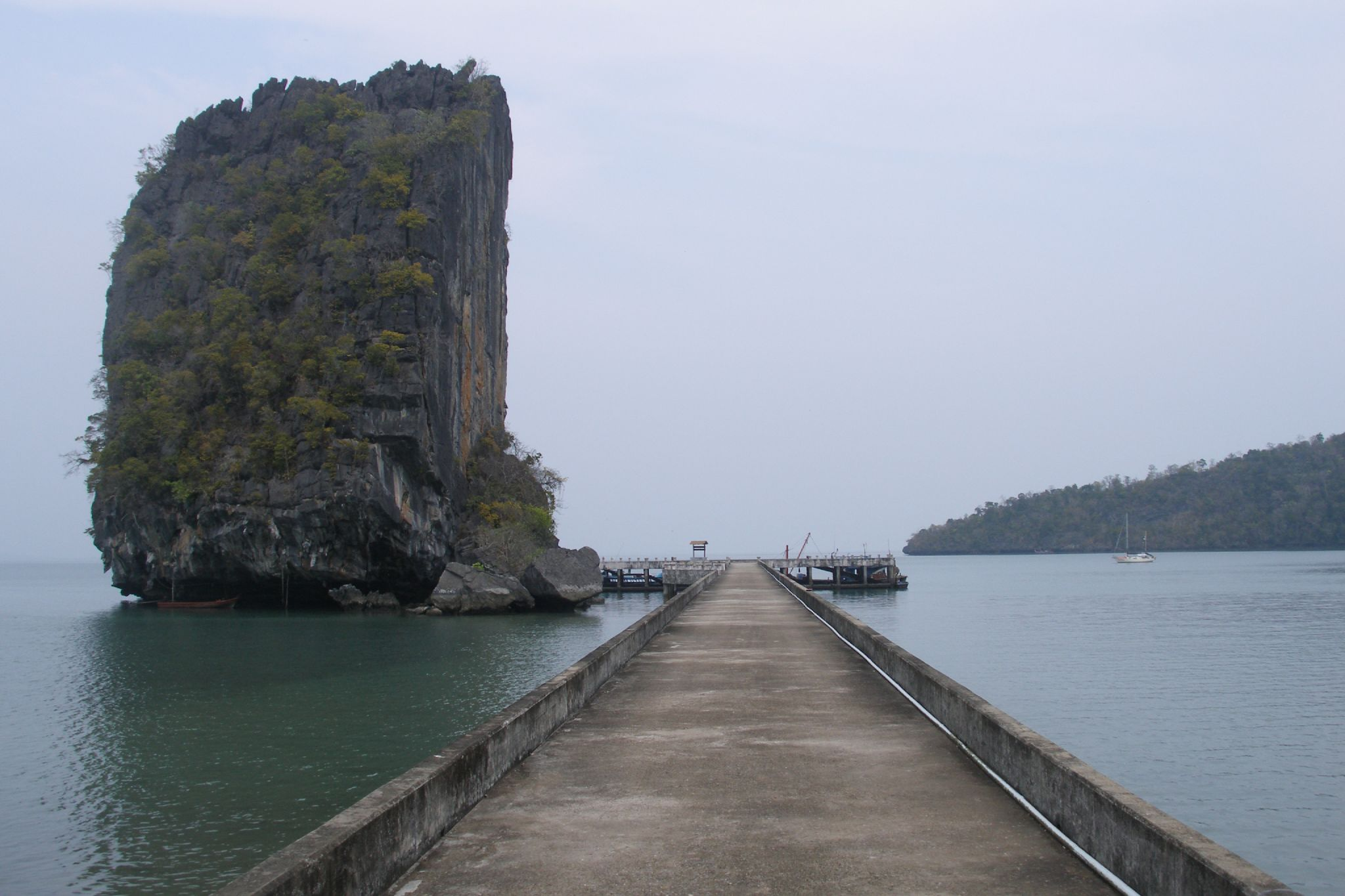
島の東側に位置する旧刑務所の近くの桟橋と高さ 30mの石灰岩の絶壁。

タルタオ島は、歴史的に重要な場所である。1938～1948年に、ラーマ7世の息子「Sittiporn Gridagon」を含む、3,000人以上のタイの刑事上、政治上の犯罪者がここで収監されていた。第二次世界大戦の間、本土からの食料と医薬品の供給は滞り、そして、多くの囚人はマラリアで死亡した。生き残った囚人や警備員の多くは、近くのマラッカ海峡の海賊になったが、後の1951年にイギリス軍によって討伐された。
2002年、アメリカCBSのバラエティ番組「サバイバー」の撮影場所として島が使用された。
2013年8月16日掲載の英字日刊紙バンコック・ポストの社説は、人身売買のギャングが「奴隷として売り渡す前の身代金の強要を目的として、イスラム教徒のロヒンギャ・ボートピープルを投獄するために、島の南端を使っていた」と報じた。